# نزع الميثيل
نزع الميثيل  هو تفاعل كيميائي يتضمن إزالة مجموعة ميثيل (CH3) من جزيء ما. تعاكس عملية نزع الميثيل عملية المّثْيَلَة.

## الكيمياء العضوية

### نزع الميثيل المرتبط بذرة أكسجين
في سياق الكيمياء العضوية يشير مصطلح نزع الميثيل إلى فصم الإيثرات الميثيلية، وخاصة الأريلية منها. من الأمثلة على ذلك الإيثيرات الميثيلية الأريلية السائدة في بنية الليغنين؛ حيث تمثل عملية نزع الميثيل فيها موضوع بحث ودراسة نظراً لصعوبتها. من الأمثلة الأخرى عملية نزع الميثيل من الفانيلين، والتي يمكن إجراؤها بالتسخين إلى درجات حرارة تقارب 250 °س بوجود قاعدة قوية. يمكن استخدام كواشف محبّة للنواة (نكليوفيلية) قوية مثل ثنائي فينيل فوسفيد الليثيوم (LiPPh2)، وذلك تحت شروط تفاعل معتدلة؛ أو باستخدام أملاح الثيولات مثل EtSNa.
من جهة أخرى يمكن تطبيق شروط حمضية من أجل إجراء العملية؛ مثل الشروط المطبقة في عملية نزع الميثيل من الكودين وذلك في وسط من مصهور هيدروكلوريد البيريدين، وأحياناً مع وجود فائض من كلوريد الهيدروجين. يمكن القيام بتحليل كمّي بإجراء معايرة بالفضة لمركب كلوريد N-ميثيل البيريدينيوم المتشكل. هناك عدد من المنشورات العلمية التي اهتمت بدراسة آلية هذا التفاعل.
بأسلوب آخر يمكن إجراء عملية نزع الميثيل في وسط حمضي، وتحت شروط قاسية أيضاً، وذلك بعملية تقطير مرتد للإيثر في محلول مكون من بروميد الهيدروجين أو يوديد الهيدروجين في حمض الأسيتيك (حمض الخل) أو حمض الهيدروبروميك أو حمض الهيدرويوديك المركز. يمكن جعل العملية أكثر انتقائية باستخدام كاشف ثلاثي بروميد البورون.

### نزع الميثيل المرتبط بذرة نتروجين
يمكن إجراء عملية نزع الميثيل المرتبط بذرة نتروجين في الأمينات وفق تفاعل فون براون، والذي يستخدم بروميد السيانوجين كاشفاً للحصول على مركبات نور- الموافقة. يمكن الاستغناء عن الكاشف السابق لسميته، واستخدام كلوروفورمات الإيثيل عوضاً عنه.